# Туляков, Иван Никитич
Иван Никитич Туляков (26 сентября 1887 — 2 мая 1918) — слесарь на Сулинском заводе, меньшевик, член 4-й Государственной Думы от области Войска Донского.

## Биография
Родом из крестьян Вознесенской волости Темниковского уезда Тамбовской губернии. Окончил церковно-приходское училище. В детстве с родителями переехал в поселок Сулин области Войска Донского. Работал слесарем на Сулинском металлургическом заводе. Социал-демократ (меньшевик). В 1912 году избран членом Государственной Думы. Активно выступал с думской трибуны в защиту прав рабочих.

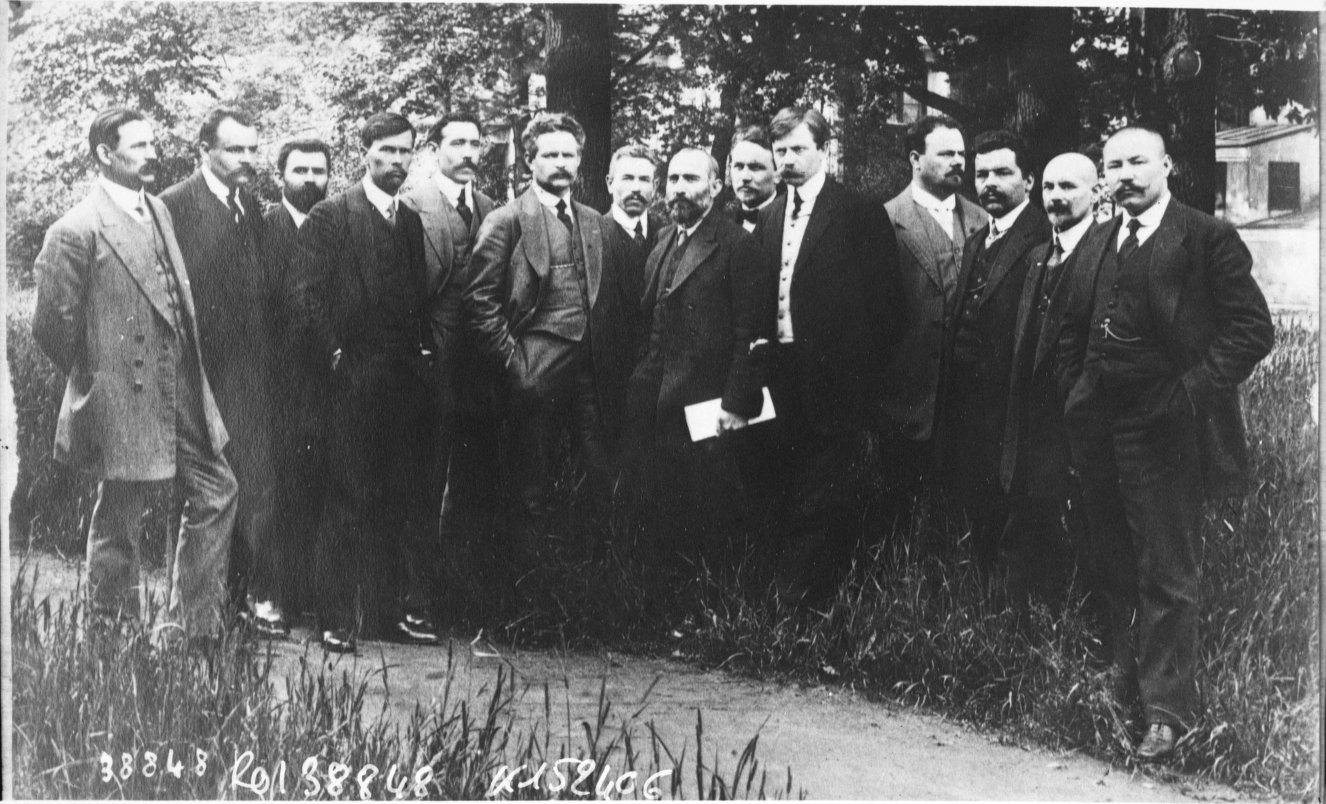
Социал-демократическая фракция в 4-й Думы. Слева направо: И. Н. Туляков, А. Е. Бадаев, Г. И. Петровский, Ф. Н. Самойлов, В. И. Хаустов, Р. Р. Малиновский, М. К. Муранов, Н. С. Чхеидзе, М. И. Скобелев, А. Ф. Бурьянов, А. И. Чхенкели, Н. И. Шагов, Е. И. Ягелло, И. Н. Маньков.

Участник Февральской революции 1917 года. Был избран членом Временного Донецкого комитета и комиссаром Харьковской губернии. Делегат 1-го Всероссийского съезда Советов рабочих и солдатских депутатов в Петрограде, избран в члены ВЦИК от меньшевиков.
2 мая 1918 года пал жертвой гражданской войны недалеко от Сулина в районе пос. Чуево.

## Статьи
- Чхеидзе Н., Туляков И., Ягелло Е., Хаустов В., Бурьянов А., Скобелев Мат. Угроза единству с.-д. фракции! // Новая Рабочая Газета. — СПб., 1913. — 18 октября (№ 60). — С. 1.
- Чхеидзе Н., Хаустов В., Бурьянов А., Ягелло Е., Туляков И. , Скобелев Матв. За единство с.-д. фракции // Новая Рабочая Газета. — СПб., 1913. — 9 октября (№ 61). — С. 1.
- Чхеидзе Н., Хаустов В., Туляков И., Маньков И., Бурьянов А., Ягелло Е., Чхенкели А., Скобелев М. К борьбе за единство с.-д. фракции. Ответ с.-дем. фракции 6 депутатам // Новая Рабочая Газета. — СПб., 1913. — 26 октября (№ 67). — С. 1.

### Архивы
- Российский государственный исторический архив. Фонд 1278. Опись 5. Дело 1348; Опись 9. Дело 1355; Опись 10. Дело 6, 7, 10.